# Karel Sedláček (motocyklový závodník)
Karel Sedláček (* 4. listopadu 1939) je bývalý český silniční motocyklový závodník.

## Závodní kariéra
V Mistrovství Československa silničních motocyklů startoval v letech 1969–1979. Začínal ve třídě do 125 cm³ na motocyklu ČZ. V roce 1969 skončil celkově na 13. místě. V následujícím roce skončil celkově na 7. místě, ale vyhrál první mistrovský závod v Gottwaldově. V roce 1971 skončil celkově na 3. místě (na motocyklu MZ). V roce 1972 obhájil na stejném motocyklu 3. místo a vyhrál závod v Písku. Startoval i ve třídě do 250 cm³ na Jawě. V roce 1974 skončil na 21. místě na motocyklu MZ Delfín 125 cm³ při závodě Grand Prix Československa v Brně. Dalším úspěchem bylo celkové třídě místo ve třídě do 125 cm³ a vyhraný závod České Třebové v roce 1975. Jeho nejlepším výsledkem jsou v celkovém pořadí dvě druhá místa ve třídě do 125 cm³ z let 1976 a 1978, první na MZ, druhé již na Morbidelli, koupené od Vladimíra Šamšeňáka. Závodní kariéru ukončil po těžké havárii při třetím mistrovském závodě roku 1979 ve Velkém Meziříčí.

## Úspěchy
- Mistrovství Československa silničních motocyklů – celková klasifikace
  - 1969 do 125 cm³ – 13. místo – ČZ
  - 1970 do 125 cm³ – 7. místo – ČZ
  - 1971 do 125 cm³ – 3. místo – ČZ
  - 1972 do 125 cm³ – 3. místo – ČZ
  - 1972 do 250 cm³ – 27. místo – Jawa
  - 1973 do 125 cm³ – 9. místo – MZ
  - 1973 do 250 cm³ – 32. místo – Jawa
  - 1974 do 125 cm³ – 5. místo – MZ Delfín
  - 1974 do 250 cm³ – 21. místo – Jawa
  - 1975 do 125 cm³ – 3. místo – MZ Delfín
  - 1975 do 250 cm³ – nebodoval – Jawa
  - 1976 do 50 cm³ – 7. místo – Tatran
  - 1976 do 125 cm³ – 2. místo – MZ Delfín
  - 1977 do 50 cm³ – 4. místo – Tatran
  - 1977 do 125 cm³ – 6. místo – MZ Delfín
  - 1978 do 50 cm³ – 11. místo – Tatran
  - 1978 do 125 cm³ – 2. místo – Morbidelli
  - 1979 do 50 cm³ – 13. místo – Tatran
  - 1979 do 125 cm³ – 12. místo – Morbidelli